# Pseudotocinclus
Pseudotocinclus (Псевдотоцинклюс) — рід риб триби Otothyrini з підродини Hypoptopomatinae родини Лорікарієві ряду сомоподібні. Має 3 види. наукова назва походить від грецьких слів pseudes, тобто несправжній, та otos — вухо, й латинського слова cinclus — «ґратований».

## Опис
Загальна довжина представників цього роду коливається від 3,2 до 6,2 см. Голова помірно широка й трохи сплощена. На кінчику морди є гола область. Очі середнього розміру, розташовані у верхній частині голови. З боків голови є невеличкі отвори. Рот широкий, утворює своєрідну присоску. Тулуб видовжений, доволі стрункий. Уздовж боків проходять по 26-27 кісткових пластин. Черево вкрито дрібними пластинками. Хвостове стебло квадратне у поперечному розрізі. Спинний плавець короткий, з 1 жорстким променем. Грудні плавці довгі, майже трикутної форми. Жировий плавець відсутній. Черевні плавці невеличкі. Хвостовий плавець витягнутий, з довгими верхнім і нижнім променями.
Забарвлення спини коричневе, черево набагато світлішого відтінку. На спині є 3-4 темно-коричневі поперечні смуги.

## Спосіб життя
Біологія вивчена недостатньо. Це демерсальні риби. Зустрічаються у верхніх шарах річок. Тримається напівзатоплених дерев, занурених у воду наземних рослин, серед водних рослин. Живляться переважно водоростями.

## Розповсюдження
Мешкають у басейні річки Рібьєра-де-Ігуапе, верхнів'ях річки Тіете, притоках річки Параїба-ду-Сул, річках Ітатігна, Сан-Пауло.

## Види
- Pseudotocinclus juquiae
- Pseudotocinclus parahybae
- Pseudotocinclus tietensis